# Phyllastrephus cerviniventris
Phyllastrephus cerviniventris là một loài chim sẻ thuộc họ Pycnonotidae. Loài này có ở Angola, Cộng hòa Dân chủ Congo, Kenya, Malawi, Mozambique, Tanzania, và Zambia.
Môi trường sống tự nhiên của chúng là rừng khô nhiệt đới hoặc cận nhiệt đới, rừng ẩm vùng đất thấp nhiệt đới hoặc cận nhiệt đới, và vùng cây bụi ẩm khu vực nhiệt đới hoặc cận nhiệt đới.